# René Peeters (voetballer)
René Peeters (Anderlecht, 10 oktober 1961) is een gewezen Belgische voetballer. Hij werd opgeleid bij RSC Anderlecht en voetbalde nadien voor onder meer Eendracht Aalst en La Louvière.

## Carrière
René Peeters werd geboren in Anderlecht en groeide op in de wijk Goede Lucht. Hij sloot zich op 11-jarige leeftijd aan bij de jeugdopleiding van RSC Anderlecht. Begin jaren 80 maakte hij de overstap naar de A-kern. Veel speelkansen kreeg de middenvelder niet. Pas in het seizoen 1981/82 kreeg hij een invalbeurt van trainer Tomislav Ivić. In een competitiewedstrijd tegen KSK Tongeren mocht hij toen Michel De Groote vervangen.
Het bleef bij die ene speelkans en dus trok Peeters in 1983 naar tweedeklasser Eendracht Aalst. Een seizoen later zakte hij zelfs af naar derde klasse; eerst bij KSV Bornem, vervolgens twee seizoenen bij La Louvière. In 1987 haalde Aalst hem terug naar de tweede klasse. In zijn eerste seizoen werd hij met de Ajuinen vicekampioen en greep hij in de eindronde net naast de promotie. Peeters speelde tot 1992 voor Eendracht Aalst, op uitzondering van het seizoen 1989/90 toen hij voor reeksgenoot KFC Eeklo uitkwam. In 1991 steeg hij met Aalst naar de hoogste afdeling.
Later in de jaren 90 speelde Peeters in de lagere klassen voor achtereenvolgens Union Saint-Gilloise, Verbroedering Denderhoutem, KOVC Sterrebeek en KHO Merchtem. Hij combineerde zijn voetbalcarrière met een baan als postbode. Later werd hij ook jeugdtrainer bij Anderlecht. Sinds het seizoen 2012/13 is hij beloftencoach.